# Werner Carl August Bokermann
Werner Carl August Bokermann (Werner Carlos Augusto Bokermann) est un herpétologiste et ornithologue brésilien d'origine allemande né le 4 juillet 1929 à Botucatu et mort le 1er mai 1995 à São Paulo.
Il soutient une thèse sur le Tinamou solitaire, Tinamus solitarius à l'Université de São Paulo en 1991 mais se consacre principalement à l'étude des anoures.

## Taxons nommés en son honneur
- Cochranella bokermanni Taylor & Cochran, 1953
- Dendropsophus bokermanni (Goin, 1960)
- Caecilia bokermanni Taylor, 1968
- Leptodactylus bokermanni Heyer, 1973
- Lonchophylla bokermanni (en) Sazima, Vizotto & Taddei, 1978.
- Eleutherodactylus bokermanni Donoso-Barros. 1979
- Crossodactylodes bokermanni Peixoto, 1983
- Physalaemus bokermanni Cardoso & Haddad, 1985
- Crossodactylus bokermanni Caramaschi & Sazima, 1985
- Cynolebias bokermanni Carvalho & Cruz, 1985
- Phrynomedusa bokermanni Cruz, 1991
- Aparasphenodon bokermanni Pombal, 1993
- Amazophrynella bokermanni (Izecksohn, 1994)
- Manakin de Bokermann Coelho & Silva 1998
- Bokermannohyla Faivovich, Haddad, Garcia, Frost, Campbell & Wheeler, 2005

## Quelques taxons décrits
- Allobates goianus (Bokermann, 1975)
- Bokermannohyla alvarengai (Bokermann, 1956)
- Bokermannohyla astartea (Bokermann, 1967)
- Bokermannohyla langei (Bokermann, 1965)
- Bokermannohyla martinsi(Bokermann, 1964)
- Bokermannohyla nanuzae (Bokermann & Sazima, 1973)
- Bokermannohyla saxicola (Bokermann, 1964)
- Chiasmocleis centralis Bokermann, 1952
- Chiasmocleis schubarti Bokermann, 1952
- Cycloramphus diringshofeni Bokermann, 1957
- Dendropsophus acreanus (Bokermann, 1964)
- Dendropsophus anataliasiasi (Bokermann, 1972)
- Dendropsophus berthalutzae (Bokermann, 1962)
- Dendropsophus haraldschultzi (Bokermann, 1962)
- Dendropsophus leali (Bokermann, 1964)
- Dendropsophus limai (Bokermann, 1962)
- Dendropsophus nahdereri (Lutz & Bokermann, 1963)
- Dendropsophus novaisi (Bokermann, 1968)
- Dendropsophus oliveirai (Bokermann, 1963)
- Dendropsophus schubarti (Bokermann, 1963)
- Dendropsophus tritaeniatus (Bokermann, 1965)
- Dendropsophus walfordi (Bokermann, 1962)
- Eleutherodactylus bilineatus Bokermann, 1975
- Frostius pernambucensis (Bokermann, 1962)
- Hydrolaetare dantasi (Bokermann, 1959)
- Hylodes magalhaesi (Bokermann, 1964)
- Hylodes mertensi (Bokermann, 1956)
- Hylodes ornatus (Bokermann, 1967)
- Hylodes otavioi Sazima & Bokermann, 1983
- Hypsiboas cymbalum (Bokermann, 1963)
- Hypsiboas dentei (Bokermann, 1967)
- Ischnocnema octavioi (Bokermann, 1965)
- Ischnocnema pusilla (Bokermann, 1967)
- Leptodactylus camaquara Sazima & Bokermann, 1978
- Leptodactylus cunicularius Sazima & Bokermann, 1978
- Leptodactylus furnarius Sazima & Bokermann, 1978
- Leptodactylus jolyi Sazima & Bokermann, 1978
- Leptodactylus martinezi Bokermann, 1956
- Leptodactylus syphax Bokermann, 1969
- Leptodactylus tapiti Sazima & Bokermann, 1978
- Megaelosia bocainensis Giaretta, Bokermann & Haddad, 1993
- Phasmahyla cochranae (Bokermann, 1966)
- Phasmahyla jandaia (Bokermann & Sazima, 1978)
- Phyllodytes acuminatus Bokermann, 1966
- Phyllodytes tuberculosus Bokermann, 1966
- Phyllomedusa centralis Bokermann, 1965
- Physalaemus aguirrei Bokermann, 1966
- Physalaemus barrioi Bokermann, 1967
- Physalaemus centralis Bokermann, 1962
- Physalaemus cicada Bokermann, 1966
- Physalaemus evangelistai Bokermann, 1967
- Physalaemus jordanensis Bokermann, 1967
- Physalaemus obtectus Bokermann, 1966
- Pristimantis crepitans (Bokermann, 1965)
- Pristimantis paulodutrai (Bokermann, 1975)
- Pristimantis vinhai (Bokermann, 1975)
- Rhinella nattereri Bokermann, 1967
- Scarthyla goinorum (Bokermann, 1962)
- Scinax albicans (Bokermann, 1967)
- Scinax ariadne (Bokermann, 1967)
- Scinax camposseabrai (Bokermann, 1968)
- Scinax eurydice (Bokermann, 1968)
- Scinax machadoi (Bokermann & Sazima, 1973)
- Scinax pinima (Bokermann & Sazima, 1973)
- Scinax rizibilis (Bokermann, 1964)
- Sphaenorhynchus bromelicola Bokermann, 1966
- Sphaenorhynchus palustris Bokermann, 1966
- Sphaenorhynchus pauloalvini Bokermann, 1973
- Sphaenorhynchus prasinus Bokermann, 1973
- Trachycephalus atlas Bokermann, 1966

## Référence biographique
- Alvarenga, 1995 : In memoriam: Werner C. A.. Bokermann. Ararajuba, vol. 3, p. 101-102.
- Santos, 1995 : In memoriam: Werner C. A.. Bokermann. Boletim CEO, no 12, p. 2-19. (texte original)

 Bokermann est l’abréviation habituelle de Werner Carl August Bokermann en zoologie.

Consulter la liste des abréviations d'auteur en zoologie ou la liste des taxons zoologiques assignés à cet auteur par ZooBank